# Mohamed Akid
Mohamed Akid (5. července 1949 Sfax – 11. dubna 1979 Rijád) byl tuniský fotbalový útočník. Podle oficiální verze byl zasažen bleskem během tréninku v Rijádu 11. dubna 1979.

## Klubová kariéra
Hrál v Tunisku za klub CS Sfaxien a v Saúdské Arábii za tým An-Nassr FC.

## Reprezentační kariéra
Za tuniskou fotbalovou reprezentaci nastoupil v letech 1970–1979 v 52 reprezentačních utkáních a dal 15 gólů. Byl členem tuniské reprezentace na Mistrovství světa ve fotbale 1978, nastoupil ve všech 3 utkáních.